# Kyle Smith (motorcoureur)
Kyle David Smith (Huddersfield, 16 september 1991) is een Brits motorcoureur.

## Carrière
Smith begon zijn motorsportcarrière in het motorcross op zevenjarige leeftijd in Spanje. Op twaalfjarige leeftijd werd hij kampioen van de provincie Valencia. Hierna stapte hij over naar het wegrace, waarin hij in 2009 kampioen werd in de Kawasaki Ninja Cup. In 2010 reed hij in de race op het Autodromo Enzo e Dino Ferrari van de FIM Superstock 1000 Cup als wildcardcoureur op een KTM, maar hij finishte de race niet. Dat jaar debuteerde hij tevens in de Campeonato de España de Velocidad Stock Extreme, waarin hij achtereenvolgens zevende, achtste en tweede in het klassement eindigde. In zijn laatste seizoen won hij een race op het Circuito Permanente de Jerez.
In 2013 debuteerde Smith in de Moto2-klasse van het wereldkampioenschap wegrace op een Kalex. In de eerste negen races was een zeventiende plaats in Catalonië zijn beste resultaat. Na de race in Indianapolis verliet hij het kampioenschap en werd hij vervangen door Dani Rivas. Dat jaar reed hij ook in de laatste drie races van het European Superstock 600 Championship op een Honda. Hij won de laatste race in Jerez en werd met 44 punten twaalfde in de eindstand. In 2014 reed hij een volledig seizoen in de FIM Superstock 1000 Cup op een Honda. Hij behaalde twee podiumplaatsen op het Motorland Aragón en op Jerez. Met 55 punten werd hij achtste in het kampioenschap.
In 2015 maakte Smith de overstap naar het wereldkampioenschap Supersport, waarin hij op een Honda reed. Hij behaalde twee podiumplaatsen op Aragón en Assen, voordat hij de seizoensfinale op Losail wist te winnen. Met 116 punten werd hij vijfde in de eindstand. In 2016 won hij twee races op Assen en Losail en behaalde hij nog een podiumfinish op Jerez. Met 125 punten werd hij wederom vijfde in het klassement.
In 2017 kende Smith een moeilijker seizoen in het WK Supersport. Dat jaar waren twee vijfde plaatsen op Imola en Misano zijn beste resultaten. Met 57 punten werd hij negende in de rangschikking. In 2018 behaalde hij een podium in de race op Portimão en behaalde hij zes andere top 10-finishes. Met 72 punten werd hij achtste in het kampioenschap.
In 2019 maakte Smith binnen het WK Supersport de overstap naar de FIM Europe Supersport Cup-klasse, waarin hij uitkwam op een Kawasaki. Hij behaalde dat jaar zijn eerste pole position op Magny-Cours. Zijn beste resultaten waren dat jaar vier negende plaatsen op Aragón, Magny-Cours, San Juan en Losail. Met 31 punten werd hij vijftiende in het klassement. Tevens won hij de titel in de Supersport Cup-klasse.
In 2020 maakte Smith de overstap naar het Spaanse Supersport 600-kampioenschap, waarin hij een race won en vier andere podiumplaatsen behaalde. Met 138 punten werd hij vierde in deze klasse. Daarnaast keerde hij dat jaar kortstondig terug in het WK Supersport op een Yamaha als vervanger van de geblesseerde Jules Cluzel tijdens de races op Barcelona en Magny-Cours. In beide weekenden behaalde hij een podiumfinish, en op Magny-Cours startte hij vanaf pole position. Met 36 punten werd hij vijftiende in het klassement.
In 2021 stapte Smith over naar het Brits kampioenschap Supersport, waarin hij op een Triumph reed. Hij won twee races op Brands Hatch en het Thruxton Circuit en stond in drie andere races op het podium. Hij kon het seizoen echter niet afmaken nadat hij tijdens de vrije trainingen in de ronde op Silverstone zijn heup brak. Met 181 punten eindigde hij uiteindelijk als zevende in het kampioenschap.
In 2022 keerde Smith terug naar het WK Supersport, waarin hij op een Yamaha reed.